# 吉布提国旗
吉布提國旗採用於1977年6月27日，即该国脱离法国殖民统治宣布独立当日，由原索马里海岸解放阵线旗帜图案翻转而来，是一面由藍（象徵海洋和亲索马里的伊萨人）、綠（象徵土地和亲埃塞俄比亚的阿法尔人）兩橫條和一白色等腰三角形（象徵吉布提实现永久和平）組成的旗幟。
三角形中間有一紅色（象征反殖民主义烈士们的鲜血）五角星，其五个角分别代表索馬里族居住的法屬索馬里（即吉布提共和国）、歐加登（属埃塞俄比亚）、英屬索馬里 （即今索馬里蘭，1991年单方面宣布脱离索马里民主共和国独立）、意屬索馬里和肯尼亞東北部，是吉布提与索马里两国关系特殊性的体现。